# Stefan Kaszyński
Stefan Kaszyński (ur. 21 kwietnia 1941 w Chojnicach, zm. 17 marca 2025) – polski literaturoznawca, filolog germański i skandynawski.

## Życiorys
W 1964 ukończył studia na Uniwersytecie im. Adama Mickiewicza w Poznaniu. Tam w 1969 obronił pracę doktorską, w 1973 uzyskał stopień doktora habilitowanego. W latach 1975-1996 był zastępcą dyrektora Instytutu Filologii Germańskiej, w latach 1978-1998 kierownikiem Zakładu Literatury i Kultury Austriackiej . W 1986 otrzymał tytuł profesora nadzwyczajnego
W latach 1973–1990 kierował działem zagranicznym miesięcznika Nurt.
W 1990 został odznaczony Krzyżem Kawalerskim Orderu Odrodzenia Polski, w 2010 Krzyżem Komandorskim II klasy Odznaki Honorowej za Zasługi dla Republiki Austrii.
Jego żoną była Maria Krysztofiak-Kaszyńska.

## Publikacje
Według:
- Typologie und Deutung der Kurzgeschichten von Wolfgang Borchert (1970)
- Problematyka obrachunku w powojennej poezji austriackiej (1974)
- Zarys historii literatury duńskiej - z Marią Krysztofiak (1976)
- Dzieje literatury duńskiej z Marią Krysztofiak (1985)
- Identität, Mythisierung, Poetik. Beiträge zur österreichischen Literatur im 20 Jahrhundert (1991)
- Literatura austriacka XX. Wieku (1994)
- Österreich und Mitteleuropa. Kritische Seitenblicke auf die neuere österreichische Literatur (1995)
- Kleine Geschichte des österreichischen Aphorismus (1999)
- Summa vitae Austriacae. Szkice o literaturze austriackiej (1999)
- Weltbilder des Intellekts. Erkundungen zur Geschichte des österreichischen Aphorismus (2004)
- W cieniu habsburskich krajobrazów. Trzynaście esejów o literaturze austriackiej (2006)
- Kurze Geschichte der österreichischen Literatur (2012)
- Krótka historia literatury austriackiej (2012)
- Literatura austriacka. Od moderny do postmoderny (2016)
- Österreichische Literatur zwischen Moderne und Postmoderne (2017)